# Wassyl Holoborodko

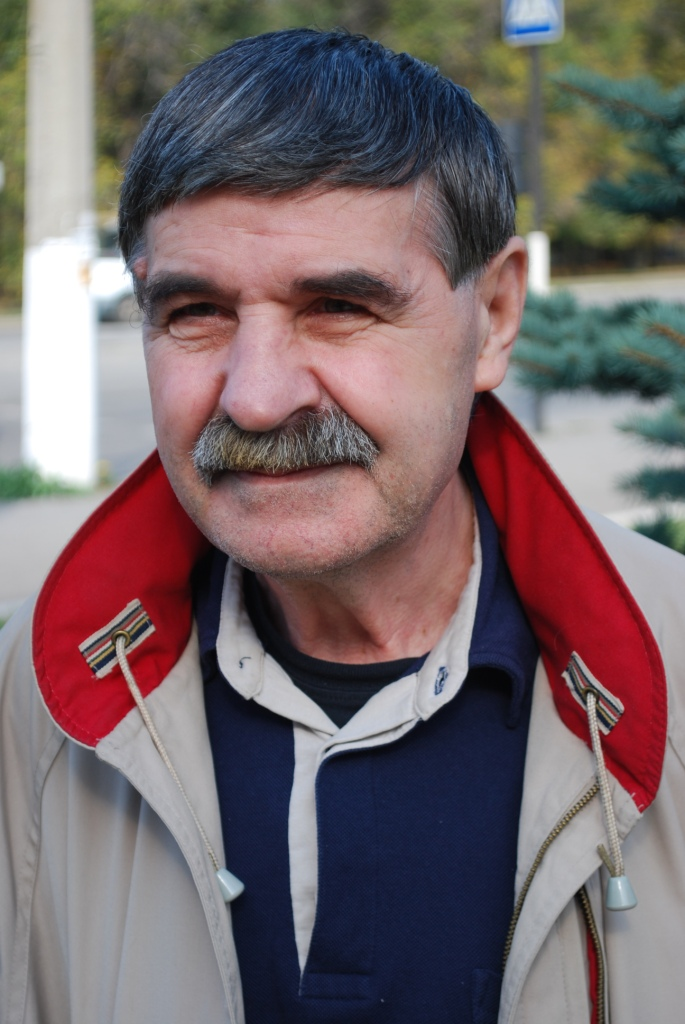
Wassyl Holoborodko (2009)

Wassyl Iwanowytsch Holoborodko (ukrainisch Василь Іванович Голобородько; * 7. April 1945 in Adrianopil, Oblast Luhansk) ist ein ukrainischer Dichter.

## Leben und Werk
Wassyl Holoborodko wurde 1945 im ostukrainischen Oblast Luhansk im Dorf Adrianpol geboren. 1964 begann er ein Studium der Ukrainistik an der Nationalen Taras-Schewtschenko-Universität in Kiew, ab 1965 studierte er am Pädagogischen Institut der Staatlichen Universität von Donezk, wurde aber 1967 wegen der Verbreitung von Samisdat-Literatur auf dem Campus vom Studium ausgeschlossen. Zwischen 1968 und 1970 absolvierte er den Armeedienst im äußersten Osten der Sowjetunion, danach kehrte er in sein Geburtsdorf Adrianopil zurück, wo er als Elektriker in einer Kolchose und im Kohlebergbau arbeitete. 2001 holte er schließlich seinen akademischen Abschluss an der Universität von Luhansk nach.
Sein dichterisches Debüt gab Holoborodko 1963 in den Literaturzeitschriften Literaturna Ukrajina and Dnipro. Sein erster Gedichtband „Letjuče vikonce“ wurde nicht zum Druck zugelassen, nachdem er sich weigerte mit dem KGB zu kooperieren. Von 1969 bis 1988 durften seine Werke in der Sowjetunion überhaupt nicht gedruckt werden und zirkulierten ausschließlich im Samisdat. Der Exilverlag Smoloskyp veröffentlichte „Letjuče vikonce“ 1970 in den USA.
In der unabhängigen Ukraine wurden seine Werke mehrfach ausgezeichnet, unter anderem erhielt er 1994 den Taras-Schewtschenko-Preis.
Die Schriftstellerin Oksana Sabuschko machte sich im Juli 2014 dafür stark, Holoborodko für den Literaturnobelpreis zu nominieren.

## Werke
- Летюче віконце, 1970
- Зелен день, 1988
- Ікар на метелекових крилах, 1990
- Калина об Різдві, 1992
- Віршів повна рукавичка, 2010

### Deutschsprachige Ausgaben
- Reich mir die steinerne Laute. Ukrainische Lyrik des 20. Jahrhunderts. Brodina Verlag, 1996. ISBN 3-931180-05-0
- Kerben der Zeit: Ukrainische Lyrik der Gegenwart (ukrainisch/deutsch, aus dem Ukrainischen von Anna-Halja Horbatsch, 2003) ISBN 3-931180-15-8